# Corée du Sud aux Jeux olympiques d'été de 1996
La Corée du Sud participe aux Jeux olympiques d'été de 1996 à Atlanta aux États-Unis. Trois cents athlètes sud-coréens, 189 hommes et 111 femmes, ont participé à 160 compétitions dans 25 sports. Ils y ont obtenu 27 médailles : 7 d'or, 15 d'argent et 5 de bronze.

## Médailles
| Médaille | Discipline             | Épreuve                    | Athlète |
| -------- | ---------------------- | -------------------------- | --- |
| Or       | Tir à l'arc            | Individuel femmes          | Kim Kyung-Wook |
| Or       | Tir à l'arc            | Femmes par équipe          | Kim Jo-sun, Kim Kyung-wook, Youn Hye-young |
| Or       | Badminton              | Simple dames               | Bang Soo-hyun |
| Or       | Badminton              | Double mixte               | Kim Dong-moon, Gil Young-ah |
| Or       | Judo                   | Hommes - 80-90 kg          | Jeon Ki-young |
| Or       | Judo                   | Femmes - 61-66 kg          | Cho Min-sun |
| Or       | Lutte                  | Lutte gréco-romaine -48 kg | Sim Kwon-ho |
| Argent   | Tir à l'arc            | Hommes par équipe          | Jang Yong-ho, Kim Bo-ram, Oh Kyo-moon |
| Argent   | Badminton              | Double dames               | Gil Young-ah, Jang Hye-ock |
| Argent   | Badminton              | Double mixte               | Park Joo-bong, Ra Kyung-min |
| Argent   | Judo                   | Hommes - 66-73 kg          | Kwak Dae-sung |
| Argent   | Judo                   | Femmes - 52-56 kg          | Jung Sun-yong |
| Argent   | Judo                   | Femmes - 48-52 kg          | Hyun Sook-hee |
| Argent   | Judo                   | Hommes - 90-100 kg         | Kim Min-soo |
| Argent   | Lutte                  | Lutte libre -62 kg         | Jang Jae-sung |
| Argent   | Lutte                  | Lutte libre -74 kg         | Park Jang-soon |
| Argent   | Lutte                  | Lutte libre -82 kg         | Yang Hyun-mo |
| Argent   | Athlétisme             | Marathon hommes            | Lee Bong-ju |
| Argent   | Boxe                   | Poids mi-lourds (-81 kg)   | Lee Seung-bae |
| Argent   | Handball               | Femmes                     | Cho Eun-hee, Han Sun-hee, Hong Jeong-ho, Huh Soon-young, Kim Jeong-sim, Kim Eun-mi, Kim Jeong-mi, Kim Mi-sim, Kim Rang, Kwag Hye-jeong, Lee Sang-eun, Lim O-kyeong, Moon Hyang-ja, Oh Seong-ok, Oh Yong-ran, Park Jeong-lim                    |
| Argent   | Hockey sur gazon       | Femmes                     | Jae-Sook You, Jeong-Sook Lim, Seung-Shin Oh, Hyun-Jung Woo, Eun-Young Lee, Eun-Kyung Lee, Ji-Young Lee, Myung-Ok Kim, Chang-Sook Kwon, Soo-Hyun Kwon, Mi-Soon Choi, Young-Sun Jeon, Deok-San Jin, Eun-Jung Chang, Eun-Jung Cho, Eun-Kyung Choi |
| Argent   | Gymnastique artistique | Saut hommes                | Yeo Hong-chul |
| Bronze   | Tir à l'arc            | Individuel hommes          | Oh Kyo-moon |
| Bronze   | Judo                   | Hommes - 73-81 kg          | Cho In-chul |
| Bronze   | Judo                   | Femmes - 56-61 kg          | Jung Sung-sook |
| Bronze   | Tennis de table        | Double messieurs           | Chul Seung Lee Yoo Nam-kyu |
| Bronze   | Tennis de table        | Double dames               | Hae-Jung Park Ryu Ji-Hye |